# Daniel Paunier
Daniel Paunier (* 5. April 1936 in Genf; heimatberechtigt in Avusy; † 21. Januar 2025) war ein Schweizer Altertumsforscher.
Paunier studierte an der Universität Genf, wo er nach rund 20 Jahren Unterrichtstätigkeit als Sekundarlehrer dann 1978 promoviert wurde. Von 1978 bis 2001 war er Professor für Archäologie an der Universität Lausanne. Im Jahr 1990 wurde er Ehrendoktor der Universität Tours.